# 膝丸
膝丸（ひざまる）は『平家物語』の「剣の巻（つるぎのまき）」等の伝承において語られる太刀。髭切とともに清和源氏が代々継承した名刀とされる。源義経や曾我兄弟の仇討ちと縁が深い。
また、膝丸として伝えられる刀が複数存在する。本項では大覚寺所蔵の薄緑（重要文化財）、箱根神社所蔵の薄緑丸、および個人所蔵の銘長円の薄緑についても解説する。

## 概要
膝丸という名は『平家物語』の「剣の巻」に現れるが、何度も改名を繰り返したことになっており、源頼光と頼光四天王の土蜘蛛退治の物語に結びついた蜘蛛切や、源義経が命名したという薄緑（うすみどり）など、別名もそれぞれ逸話を伴って知られている。さらに『曽我物語』や幸若舞の『剣讃談』はそれぞれ「剣の巻」と異なる名の変遷を伝える。
また、特に南北朝以降流行した中世の刀剣伝書は、これらの太刀についてさまざまな説を記載している。一つの本が複数の異説を載せていることもしばしばあり、例えば『佐々木本銘尽』（1484年、1588年書写）は、刀工「長円」の作った源義朝の薄緑を義経が箱根権現に奉納し曽我五郎の所持になった説と、「助平」の作で曽我五郎が敵討ちをした説、「我里」の作が義家から義経を経て箱根の別当により曽我五郎へ与えられた説、「真守」の作を箱根別当が曽我五郎へ与えた説等を載せる。刀剣伝書には他にも様々な刀工の説が収録されている。

## 物語上の記述

### 金刀比羅本『平治物語』による記述
金刀比羅本『平治物語』源氏勢汰への事では、薄緑は源朝長の太刀として登場する。膝丸という刀は登場せず髭切だけが源家重代の刀として語られる。

### 『平家物語』剣の巻による記述
『平家物語』剣の巻では、平安時代に源満仲が呼び寄せた「筑前国三笠郡の出山というところに住む唐国の鉄細工」により、八幡大菩薩の加護を得て髭切と揃いで作られた二尺七寸の太刀とされているが、伝本により諸説ある。罪人を試し切りした際、膝まで切れたというのがこの名の由来である。
この刀はその後次々と名を変えており、源頼光の代、源頼光が己を熱病に苦しめた山蜘蛛（土蜘蛛と同一視される）を切り名を蜘蛛切と改めた。源頼基、源頼義、源義家を経て源為義の代には夜に蛇の泣くような声で吠えたので吼丸と名を改めた。その後、為義の娘婿である熊野別当行範に引出物として譲られたが、行範は「源氏重代の刀を自分が持つべきではない」と考え熊野権現に奉納した。後に熊野別当湛増から源義経に吼丸が贈られ、それを大層喜んだ義経は刀の名を薄緑と改めた。その名は熊野の春の山に由来する。平家を討ち滅ぼした後に義経と源頼朝が仲違いし、義経は腰越状を書くも許されず兄との関係修復を祈願して薄緑を箱根権現に奉納した。だが、薄緑を手放した事は義経の命運を決定付け、奥州で討たれることになった。
薄緑はその後、箱根別当行実から曾我五郎（曾我時致）に渡され、曾我兄弟の仇討ちを経て源頼朝のもとに渡りそこで髭切と一具に戻った。以上のように剣の巻では語られる。
刀剣伝書『能阿弥銘尽』では、長円作の薄緑を源義経が平家追討に西国へ行く際に箱根権現に納め、後に別当から曾我五郎に渡り仇を討ったと書かれている。

### 『吾妻鏡』による記述
『吾妻鏡』では、文治元年（1185年）10月19日の記録で、かつて源義朝が後白河法皇に吠丸という御護りの御剣を献上したが2年前に紛失していたのを大江公朝が探し出して献上した、と記載がある。また翌日20日の記録では、寿永2年（1183年）の平家都落ちの際に平清経が後白河法皇の院御所の法住寺殿から吠丸と一緒に奪った鵜丸という御剣を源範頼が九州遠征の際に取り戻して献上した、とある。鵜丸は源為義に与えられていたが、為義の死後は朝廷に返されていた。

### 『曽我物語』による記述
『曽我物語』では、義経は鞍馬寺で毘沙門天に祈り夢想を得て、源義朝が平治の乱の戦勝祈願に鞍馬に納めた二尺八寸の源氏重代の太刀を寺から盗み出した。『曽我物語』は異本・類本が多数ありそれぞれ細部が異なり、義経が箱根権現に刀を奉納する理由は平家征伐や木曽義仲討伐の戦勝祈願、頼朝との仲直り祈願と本ごとに様々である。後に箱根別当から兵庫鎖の太刀として曽我五郎に餞別に贈られ仇の工藤祐経を討ち、源頼朝の手に渡った。『曽我物語』や能・人形浄瑠璃・歌舞伎の曽我物では義経が使っていた太刀の名前は友切（剣巻では髭切の別名）とされることが多く、源氏重代の太刀はこの一振のみ語られる事も多い。仮名本『曽我物語』では巻八 箱根にて暇乞の事 で「てうか（朝霞）、虫ばみ、毒蛇、姫切、友切」と名を変えた話が語られる他、巻九 五郎召し取らるる事 で曽我兄弟の仇討ちに際して頼朝が重代の髭切を手に出ようとして家臣に諌められる場面があり、ここでは友切と髭切が別物として描写されている。真名本や大石寺本では頼朝の太刀に名前はない。

### 『義経記』による記述
『義経記』では義経は子供の頃、鞍馬寺で別当東光坊の阿闍梨から守刀として今剣を授けられ平家討伐の折にも鎧の下に持ち、最期はこれで自害した。義経はまた（剣の巻の膝丸と同じく）熊野別当より受け取った二尺七寸の黄金造りの太刀（こがねつくりのたち）も持っており、これは兄の頼朝に追われる途中の吉野の山中で一人残る佐藤忠信に餞けに贈られた。忠信は追っ手の軍勢と奮戦するが最期は切腹した後にこの義経より賜った太刀で喉を貫いて自害した。義経は牛若時代に貴船で修行する時や五条で弁慶に出会った時も黄金造りの太刀を帯びており、千本目の太刀として求める弁慶に「是は重代の太刀にて叶うまじ」と断る場面もあるが、これらが全て同一の太刀の設定かははっきりしない。（忠信に太刀を与えた後にも義経が黄金造りの太刀を帯びている描写がある）

### 『剣讃談』による記述
幸若舞『剣讃談』（大頭左兵衛本、他の本では剣賛嘆や剣讃嘆とも）は曽我物の一つ。天竺より伝わった長刀を2つに分け、三条宗近と奥の舞房がそれぞれに太刀を打ったが、宗近の方が遅くできた上に出来た太刀が二尺七寸と舞房の太刀より三寸短かったので鉄を盗んだ疑いで捕まった。舞房の太刀を枕神（枕上）と名付けて一段上に置き、宗近の太刀をすなし（寸なし）と名付けて一段下に置いた。宗近が無念を晴らしてくれと神仏に祈ると、刀が一人でに舞い上がって斬り合い、すなしが枕神の切っ先を三寸ほど切り落としてしまった。すなしは友切と改名され、二振揃って多田満仲に下賜された。二振は源氏に相伝し、友切は髭切、鬼切と改名され、枕神は膝切に改名されさらにちちう切（蜘蛛切）と改名された。ちちう切は源為義から熊野別当に渡り源義経に伝えられ、義経は兄との不和解消を祈ってこれを箱根権現に納めた。箱根別当から曽我五郎に渡される時にこの経歴が語られる。

## 膝丸として伝えられる刀剣

### 大覚寺所蔵の薄緑
太刀の付属する『薄緑太刀伝来』によると、安井門跡に代々伝わっていたものであり、明治維新後に門跡が廃された後には大覚寺に移されたものと記されている。茎（なかご、柄に収まる手に持つ部分）の上部に「□忠」と銘が切られている。一字目の□部分は大きく破損しているため判読不明な箇所となっている。目釘穴の上の方に銘がある特徴は古備前派刀工の作品にまま見られるものであり、長船派の祖である光忠の父にあたる古備前派近忠、もしくは同派の実忠や家忠によって作られたと推測される。しかし、古備前派近忠の在銘確実な作例が存在せず決定打にかけるとされている。本作は刃長87.6センチメートル、反り3.72センチメートル。
薄緑の刀箱は菊と桐の飾り金具がついた長さ約160cmの箱であったが、2018年に京都国立博物館が調査したところ、大覚寺に伝わる別の刀のために作られた箱であることが判明した。2020年には勧進により刀箱とハバキを新調することとなった。

### 箱根神社所蔵の薄緑丸
『箱根山略縁起』によれば、義経は箱根権現に奉ったのち別当行実が曾我兄弟の仇討ちに貸し与え、後に頼朝が改めて箱根権現に奉納したとされている。箱根神社の社伝によると、三条宗近の作とされている。この太刀は無銘であり、本作は刃長76.5センチメートル、反り2.4センチメートル。

### 銘 長円の薄緑（個人蔵）

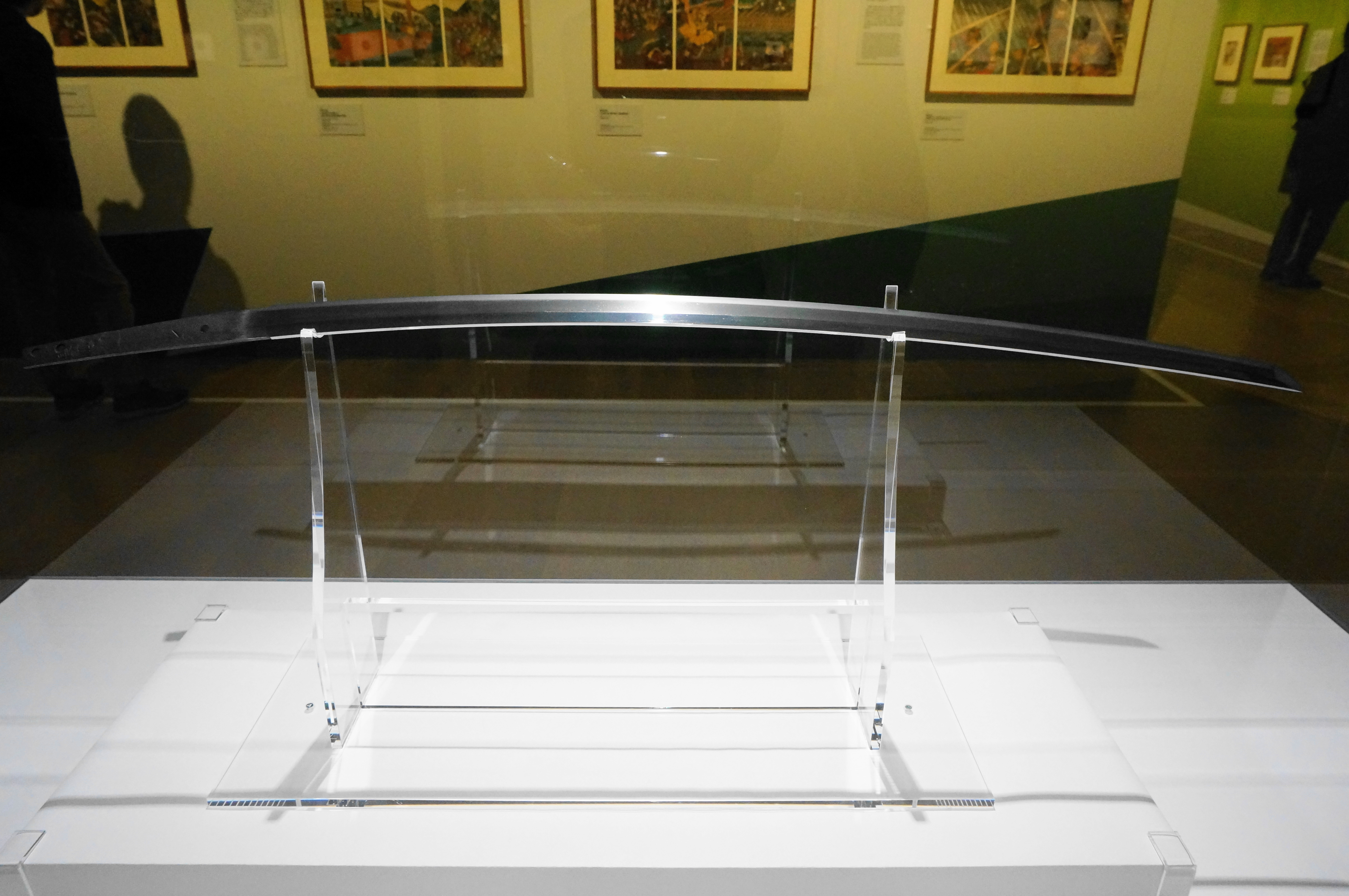
刀 折返銘 長円（薄緑）平安時代、12世紀

丹後宮津藩主の本庄家に伝来。同家2代目の本庄資俊が元禄15年（1702年）9月12日、5代将軍綱吉の御成の際に拝領したもので、元禄10年（1697年）の金百枚の折紙がついていた。同家ではさらに享保7年（1722年）に本阿弥家へ鑑定に出し、三千貫の折紙をつけた 。
長さ73.6センチメートル（二尺四寸三分）、刃長63.6センチメートル（二尺一寸）、反り約2.6センチメートル（八分五厘）。本造り、庵棟。地鉄は板目肌に地沸えつく。刃文は中直刃に互の目まじり沈む。擦りあげて短くされており、佩表（はきおもて）に素剣、裏に梵字の彫り物が残っているが、茎（なかご）に隠れている。また銘の部分を切り捨てずに折り返し銘にしたため、「長円」の二字がさかさになっている。擦りあげる前は三尺近く、二尺七、八尺あったと見られる。特別重要刀剣。
長円は永延（987～989年）頃に活動したといわれる刀工で、有銘の太刀は非常に少なく、さらに平安時代の作と鑑定されるものはほとんど稀である。

## 膝丸が登場するその他の作品

### 文化財

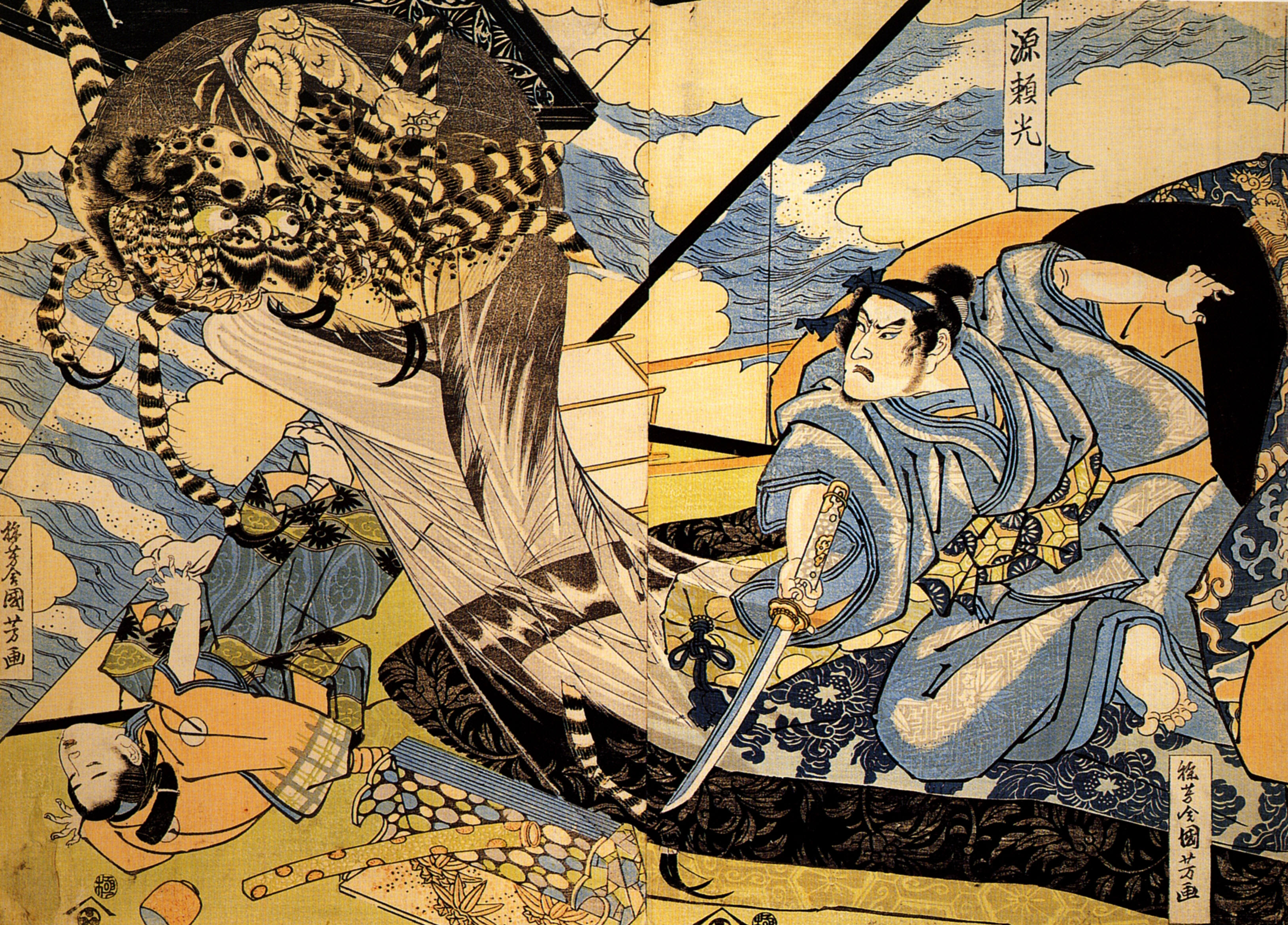
『源頼光土蜘蛛の妖怪を切る図』（歌川国芳 筆文政前期 大判二枚続）
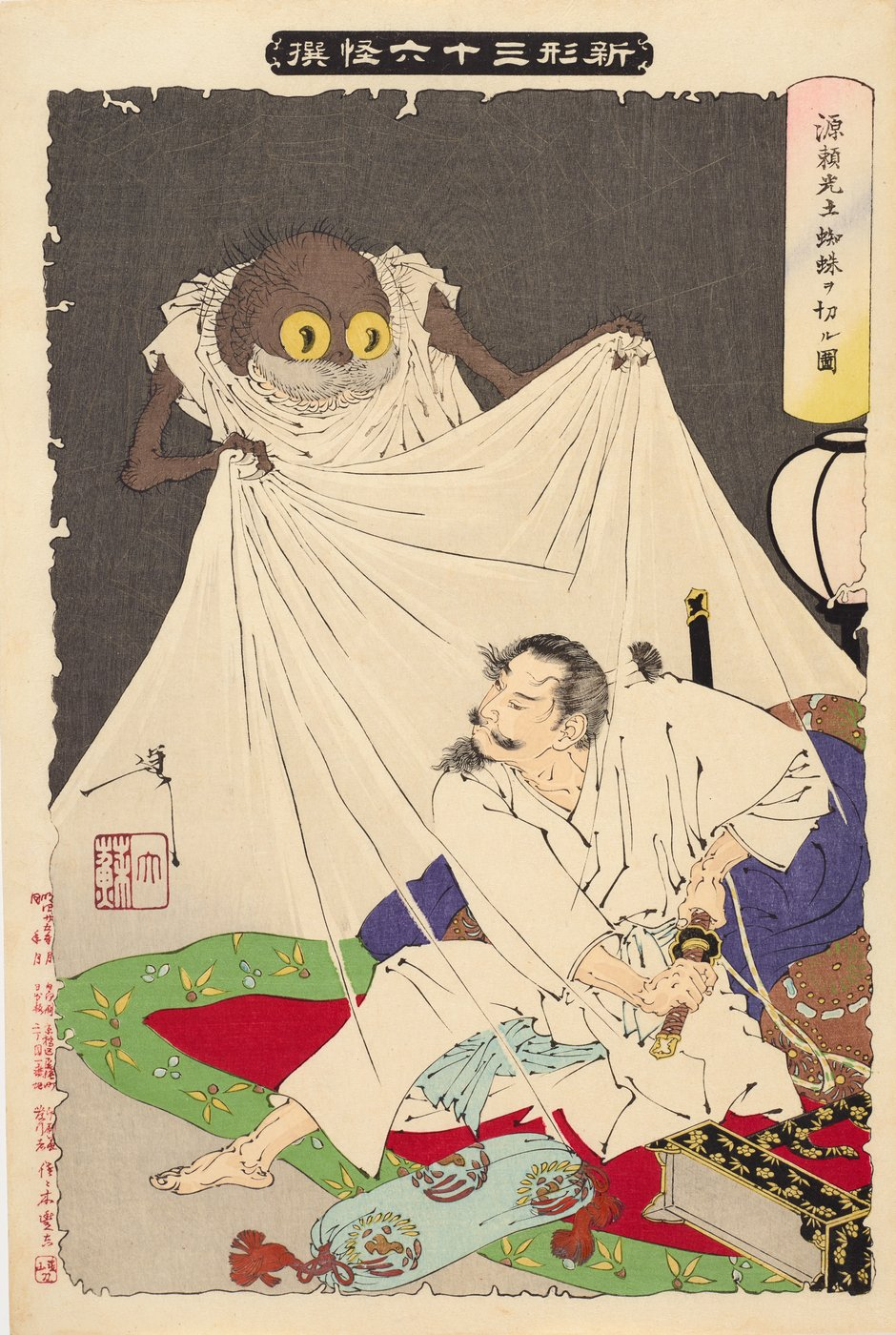
『源頼光土蜘蛛ヲ切ル図』（月岡芳年『新形三十六怪撰』）
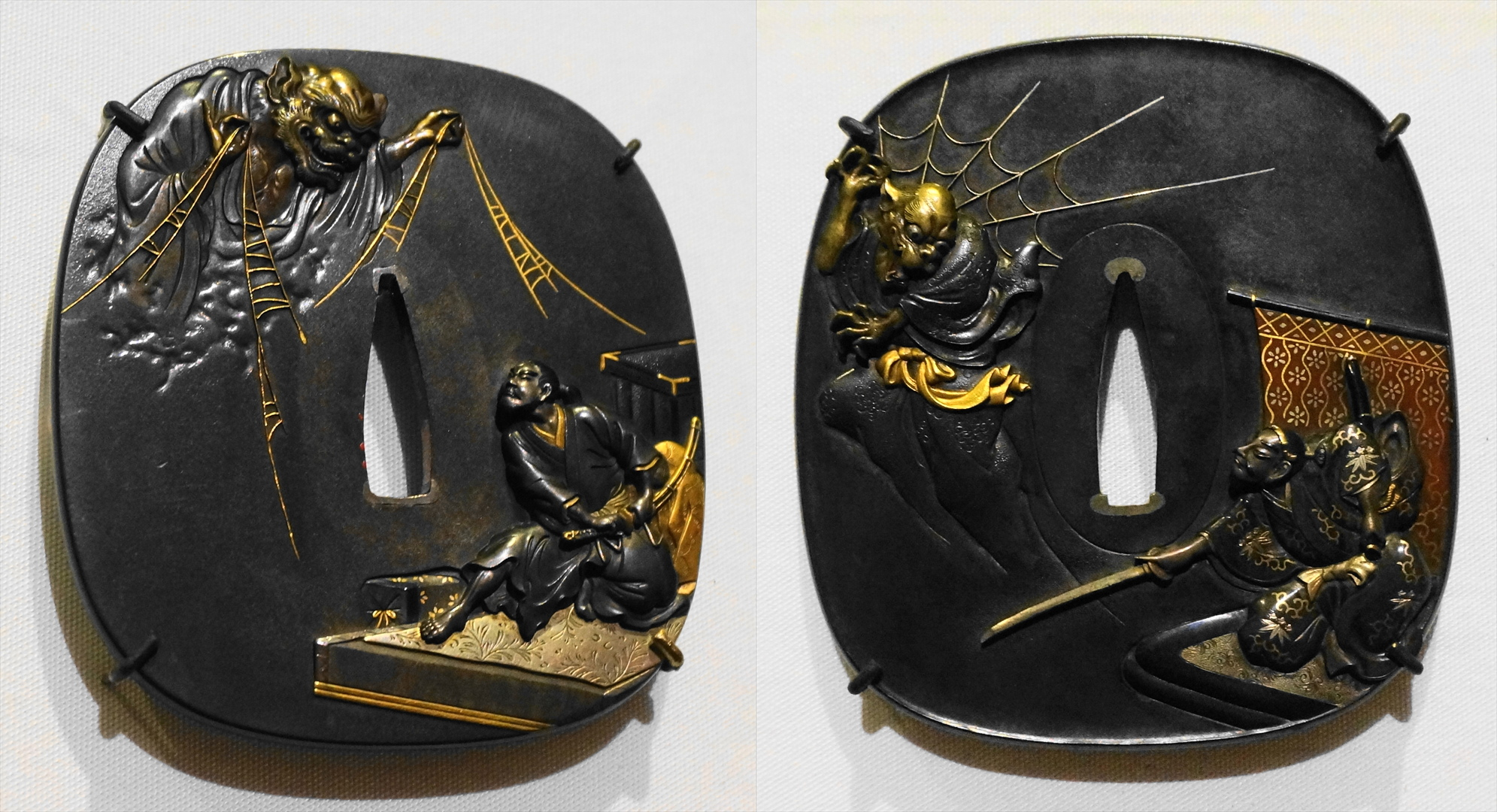
『土蜘蛛退治図鐔』（初代海野美盛作（左）、吾竹貞勝作（右）、ボストン美術館蔵）

### テレビ番組
- 名品の来歴　幻の刀「膝丸」が語る1000年（2021年4月23日、NHK-BS）[22]